# Nevada (kommun)
Nevada är en kommun i Spanien.   Den ligger i provinsen Provincia de Granada och regionen Andalusien, i den södra delen av landet, 400 km söder om huvudstaden Madrid. Antalet invånare är 1 158. Arean är 77 kvadratkilometer. Nevada gränsar till Aldeire, Alcolea, Ugíjar, Válor, Ferreira och Bayárcal. 
Terrängen i Nevada är kuperad åt nordost, men åt sydväst är den bergig.